# Töltény

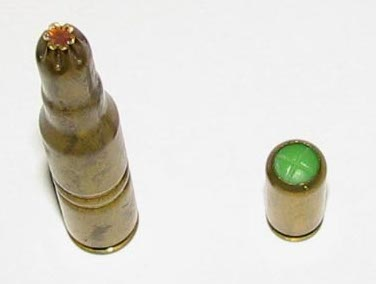
A képen két töltény látható: a bal oldali egy 7,62x51 mm NATO vaktöltény, a jobb oldali pedig egy 9 mm PAK riasztó töltény.

A töltény egy olyan, többnyire lövés leadására nem alkalmas lőfegyver-eszköz, amely a felsorolt alkotóelemek: szilárd lövedék, hajítótöltet (robbanótöltet), gyújtóelegy (ill. csappantyú) és az ezeket egybefoglaló hüvely közül egyet vagy többet nélkülöz.

Kivételt képez a definíció alól a vaktöltény és a gáztöltény, amelyek, noha nem rendelkeznek szilárd lövedékkel, de lövés leadására egyaránt alkalmasak. Továbbá előbbi annak gyakorlására, utóbbi pedig különböző mértékű és minőségű gáztámadásra lett kifejlesztve.
Jelenleg a magyar jogrendben és a szakmai terminológiában hivatalosan nem létezik szabatos és pontos töltény-definíció. Külföldi (pl. angolszász és német) definíciókban csak a töltény szerepel, az egyes csöves tűzfegyverekhez rendszeresített töltényeket nem választják külön lőszerekre is, tehát az adott fegyverhez rendszeresített „lőanyag” (gyakorló-, vak-, élestöltény stb.) egységesen tölténynek minősül.
A hatályos magyar jogszabályok szerint a töltény egyik speciális fajtája a lőszer (mint élestöltény), amely a fent megnevezett elemeket együttesen tartalmazza és lövés leadására tervezték. Ez a meghatározás beleilleszkedik a 20. század eleje óta Magyarországon alkalmazott töltény fogalmába (lásd korabeli fegyverkezelési és lőutasításokat).
1841-ben Johann Nikolaus von Dreyse német feltaláló készített először papírhüvelyű töltényt.

## Fajtái
- hüvelytöltény: az osztott lőszerek egyik eleme, amely rendszerint magába foglalja a hajítótöltetet (egységcsomag) is.

- gáztöltény: olyan tölténytípus, amely lövedék nélkül készül. A hüvelyt nyálkahártyát irritáló gázzal, esetleg vegyi vagy biológiai harcanyaggal töltik.

- gyakorlótöltény: az úgynevezett szárazgyakorlat elvégzésére alkalmas tölténytípus, lőszerutánzat, amely lövés leadására nem alkalmas, a lőfegyvert kezelő személy megfelelő lőfegyvertechnikai ismerettel való ellátásra lett kifejlesztve. Általában kilőhető lövedék (a hüvelybe kilőhetetlen módon besajtolva) és hajítótöltet nélkül készül. A töltés-ürítés helyes begyakorlására lett megtervezve.

- vaktöltény: gyakorló töltény, amely a lőfegyvert kezelő személy gazdaságos kiképzésére és képzési minőségének szinten tartására, esetleg továbbfejlesztésére, gyakorlatoztatásra szolgál. Ismertetőjele, hogy a hüvelyszáj virágsziromszerűen van összesajtolva.

### A leggyakoribb kézi lőfegyver kaliberek, a teljesség igénye nélkül
- .17 Remington Mag.
- .22 Winchester Mag.
- .22 PPC USA
- .220 Russia
- .222 Remington Mag.
- .22 Savage High Power
- 5,6×50R Mag.
- 5,6×50 Mag.
- .220 Swift
- .224 Weatherby Mag.
- 5,6×57 RWS
- .22-250 Remington
- 6mm PPC USA
- 6mm Norma BR
- 6×62R Fréres
- 6×70R Krieghoff
- .240 Holland & Holland Mag.
- .240 Weatherby Mag.
- .244 Holland & Holland Mag.
- .250 Savage
- .257 Roberts
- .25-06 Remington
- .257 Weatherby Mag.
- 6,5×52 Carcano
- 6,5×54 Mannlicher-Schönauer
- 6,5×57R
- 6,5-284 Norma
- 6,5×65 Brennecke
- .270 Winchester
- .270 Winchester Short Mag.
- .270 Weatherby Mag.
- 7×33 Sako
- 7mm-08 Remington
- 7×55 Swiss
- .280 Remington
- 7×65R
- 7mm Winchester Short Mag.
- 7mm Weatherby Mag.
- 7mm Remington Ultra Mag.
- 7mm Shooting Times Westerner
- 7,62×39 Kalashnikov
- .307 Winchester
- .30-30 Winchester
- .300 Winchester Magnum
- .300 Savage
- 9×19 mm Parabellum
- .22 Long Rifle (5,6×15R)
- .22 Hornet
- .222 Remington
- .223 Remington (szabvány NATO lőszer)
- .243 Winchester (6,2×51)
- 6,5×55 SE
- 6,5×57
- 6,5×68
- 7×57
- 7×64
- 7mm Remington Mag.
- .308 Winchester (7,62×51, szabvány NATO-lőszer)
- .30-06 Springfield (7,62×63)
- .300 Winchester Mag. (7,62×66BR)
- 8×57 JRS
- 8×57 JS
- 8×68 S
- 9,3×62
- 9,3×64
- .375 Holland & Holland Mag. (9,5×72BR)
- .416 Rigby
- .458 Winchester Mag.
- .470 Nitro Express